# بولشه‌کیزیل‌بایوو
بولشه‌کیزیل‌بایوو (انگلیسی: Bolshekyzylbayevo) یک شهرک در شهرستان مچتلینسکی استان باشقیرستان کشور روسیه است.